# Cupa Ligii 2015-2016
Cupa Ligii 2015-2016 este o competiție de fotbal din România ce a debutat pe 9 septembrie 2015 și s-a încheiat pe 17 iulie 2016, finala având loc pe Arena Națională din București. Aceasta este a patra ediție a Cupei Ligii. Câștigătoarea trofeului nu va avea un loc asigurat în Europa League, dar va câștiga un premiu în valoare de 400.000 de euro.
Meciurile se vor desfășura într-o singură manșă. Steaua și ASA Târgu Mureș, pentru ca au terminat pe primele locuri în ultima ediție de campionat, vor intra în sferturile de finală.

## Programul competiției
- Optimi de finală: 09-10 septembrie 2015
- Sferturi de finală: 14-15 octombrie 2015
- Semifinale tur: 8-9 martie 2016
- Semifinale retur: 13-14 aprilie 2016
- Finala: 17 iulie 2016

## Competiție

### Optimile de finală
Meciurile din faza optimilor de finală s-au desfășurat în perioada 9-10 septembrie 2015.
| 9 septembrie 2015 | Chiajna                                | 3-0    | Botoșani |                                                                    |  |
| 16:30             | Cristescu 1' Răducanu 81' Purece 90+1' | Raport |          | Stadion: Stadionul Concordia, Chiajna Arbitru: Gabriel Mladinovici |  |

| 9 septembrie 2015 | Poli Timișoara | 1-0    | Petrolul |                                                                        |  |
| 19:00             | Elek 68'       | Raport |          | Stadion: Stadionul Dan Păltinișanu, Timișoara Arbitru: Adrian Cojocaru |  |

| 9 septembrie 2015 | Poli Iași | 0-1    | CFR Cluj  |                                                                   |  |
| 21:45             |           | Raport | López 45' | Stadion: Stadionul Emil Alexandrescu, Iași Arbitru: Marcel Bîrsan |  |

| 10 septembrie 2015 | Voluntari | 0-2    | Astra Giurgiu         |                                                                |  |
| 16:30              |           | Raport | Gouriye 6' Alibec 73' | Stadion: Stadionul Dinamo, București Arbitru: George Rădulescu |  |

| 10 septembrie 2015 | FCV Farul                     | 0-0 (d.p.) (9-8 d.l.d.) | U Craiova |                                                             |  |
| 19:00 |                               | Raport |           | Stadion: Stadionul Orășenesc, Ovidiu Arbitru: Marian Balaci |  |
| | Penalty-uri de departajare⁠(d) | |           |                                                             |  |
| Romario Benzar · Aurelian Chițu · Vlad Achim · Carlos Casap · Adnan Aganovic · Nicoliță · Ioan Filip · Kevin Boli · Cristian Gavra · Cristian Ganea · Septimiu Albuț |                               | Ivan · Popov · Zlatinski · Viorel Ferfelea · Ionuț Târnăcop · Madson · Heghelegiu · Kay · Nicușor Bancu · Mazarache · Cătălin Straton |           |                                                             |  |

| 10 septembrie 2015 | Pandurii | 0-2    | Dinamo                                |                                                                              |  |
| 21:45              |          | Raport | Antun Palić 60' Filippetto 62' (aut.) | Stadion: Stadionul Municipal, Drobeta-Turnu Severin Arbitru: Alexandru Tudor |  |

### Sferturi de finală
Meciurile din faza sferturilor de finală s-au desfășurat în perioada 14-15 octombrie 2015.
| 14 octombrie 2015 | Chiajna           | 1-0    | ASA Târgu Mureș | Chiajna                                   |  |
| 18:15             | Balaur 38' (aut.) | Raport |                 | Stadion: Concordia Arbitru: Adrian Viorel |  |

| 14 octombrie 2015 | Dinamo                  | 2-0    | CFR Cluj | București                                |  |
| 21:00             | Essombé 22' Rotariu 55' | Raport |          | Stadion: Dinamo Arbitru: Alexandru Tudor |  |

| 15 octombrie 2015 | FCV Farul | 0-3    | Astra Giurgiu                        | Ovidiu                                     |  |
| 18:15             |           | Raport | Teixeira 37' Alibec 65' Ioniță 90+3' | Stadion: Orășenesc Arbitru: Lucian Rusandu |  |

| 15 octombrie 2015 | FCSB        | 1-0    | Poli Timișoara | București                                                            |  |
| 21:00             | Chipciu 32' | Raport |                | Stadion: Arena Națională Spectatori: 1.000 Arbitru: Andrei Chivulete |  |

### Semifinale
Meciurile din semifinale s-au desfășurat în perioadele 8-9 martie și 13-14 aprilie 2016.
| 8 martie 2016TUR | FCSB     | 1-0    | Astra Giurgiu | București                                                        |  |
| 19:00            | Tadé 63' | Raport |               | Stadion: Arena Națională Spectatori: 1.507 Arbitru: Marius Avram |  |

| 9 martie 2016TUR | Chiajna                         | 3-0    | Dinamo | Chiajna                                     |  |
| 19:00            | Milevskiy 5' Obodo 52' Pena 87' | Raport |        | Stadion: Concordia Arbitru: Adrian Cojocaru |  |

| 13 aprilie 2016RETUR | Astra Giurgiu | 0-2    | FCSB          | Giurgiu                                             |  |
| 18:30                |               | Raport | Bawab 5', 51' | Stadion: Marin Anastasovici Arbitru: Ovidiu Hațegan |  |

| 14 aprilie 2016RETUR | Dinamo      | 1-1    | Chiajna      | București                             |  |
| 19:00                | Gnohéré 14' | Raport | Bucurică 77' | Stadion: Dinamo Arbitru: George Găman |  |

### Finala
Finala a avut loc pe 17 iulie 2016.
| 17 iulie 2016 | FCSB                        | 2-1 (d.p.) | Chiajna  | București                                      |  |
| 20:30         | Momčilović 61' Hamroun 112' | Raport     | Pena 89' | Stadion: Arena Națională Arbitru: Marius Avram |  |